# Drat That Boy
Drat That Boy è un cortometraggio muto del 1904 prodotto da Robert W. Paul.
Ennesima variazione sul tema dei "ragazzini dispettosi", che tanta fortuna ebbe nel cinema fin dalle origini. Gli attori che interpretano la madre e il figlio non sono accreditati, né si conosce la loro identità.

## Trama
La madre sta pulendo la cucina, il ragazzino ne combina di tutti i colori. Prima lascia correre il gatto sul pavimento pulito, poi soffia la cenere del tubo della stufa sul viso della madre. Ogni volta la donna si arrabbia e sculaccia il ragazzo, ma alla fine è il ragazzo ad avere l'ultima risata perché la madre presa dalla foga inciampa e cade col sedere dentro una tinozza.

## Produzione
Il film fu prodotto nel Regno Unito da Robert W. Paul.

## Distribuzione
Distribuito da Robert W. Paul, il film uscì nelle sale cinematografiche britanniche nel 1904.